# Llista de comtes de Rosselló
Llista cronològica dels comtes regnants al comtat de Rosselló, des de la seva creació el 812 fins a la seva integració definitiva a la Corona d'Aragó el 1375.

## Comtes nomenats pels reis francs
- ~800-~812: Bel·ló de Carcassona
- 812-832: Gaucelm
- 832-834: Berenguer de Tolosa
- 834-848: Sunyer I de Rosselló, fill de Bel·ló de Carcassona i germà de Sunifred I de Barcelona
- 848-850: Guillem II de Tolosa
- 850-852: Aleran/Isembard
- 852-857: Odalric
- 857-863: Unifred de Gòtia
- 863-878: Bernat de Gòtia
- 878-896: Miró I, fill de Sunifred I i germà de Guifré el Pilós

## Comtes d'Empúries i Rosselló
- 896-915: Sunyer II, fill de Sunyer I
- 915-916: Benció, fill de l'anterior i gendre de Miró I
- 915-931: Gausbert I, germà de l'anterior
- 931-991: Gausfred I, fill de l'anterior

## Comtes de Rosselló
- 991-1013: Guislabert I, fill de l'anterior
- 1013-1074: Gausfred II, fill de l'anterior
- 1074-1102: Guislabert II, fill de l'anterior
- 1102-1113: Girard I, fill de l'anterior
- 1113-1164: Gausfred III, fill de l'anterior
- 1164-1172: Girard II, fill de l'anterior

 comtat a Alfons el Cast d'Aragó

## Comtes de Rosselló i Cerdanya, delCasal d'Aragó, branca principal delCasal de Barcelona
- 1185-1223: Sanç I de Rosselló-Cerdanya, germà d'Alfons el Cast d'Aragó
- 1223-1242: Nunó I de Rosselló-Cerdanya, fill de l'anterior

comtat a Jaume I el Conqueridor, nebot segon de Nunó I

## Reis de Mallorca, Comtes de Rosselló i Cerdanya
- 1276-1285: Jaume II de Mallorca, fill de Jaume I el Conqueridor, primer període.

el 1285 perd el Regne de Mallorca a favor d'Alfons el Franc, el seu nebot, però li serà retornat el 1295
- 1295-1311: Jaume II de Mallorca, segon període
- 1311-1324: Sanç I de Mallorca, fill de l'anterior
- 1324-1349: Jaume III de Mallorca, nebot de l'anterior
- 1349-1375: Jaume IV de Mallorca, fill de l'anterior
- 1375-1403: Elisabet de Mallorca, germana de l'anterior, reina titular.

 el Regne de Mallorca, el comtat de Rosselló i el comtat de Cerdanya són incorporats a la Corona d'Aragó per Pere III el Cerimoniós